# 樋口隆文館
樋口隆文館（ひぐちりゅうぶんかん）とは、明治時代に大阪で創業された出版社。

## 概要
樋口源治郎によって明治年間、岡本増進堂や岡本偉業館などから出て一時貸本用になって流行した本の版権を譲り受けて菊判の講談本に作り上げた。 樋口隆文館は木版口絵つきの講談本の出版を主体としていた。これらの口絵を描いたのは赤井恒茂、井川洗厓、鈴木錦泉、長谷川貞信 (3代目) であった。

## 出版書籍
- 『二人毒婦』（江見水蔭 作・川瀬巴水 画）[2]
- 『闇のうつつ』（須藤南翠 作・西岡眞一 画、1913年）[3]
- 『侠妓胡蝶』（春秋園 作・西岡眞一 画、1913年）[4]
- 『女小説家』（根本青峯 作・西岡眞一 画、1912年）[5]